# Fristående federala myndigheter i USA
Fristående federala myndigheter i USA (engelska: Independent agencies) är de myndigheter som tillhör den verkställande grenen av USA:s federala statsmakt som organisatoriskt inte ingår i något av regeringsdepartementen eller presidentkansliet, utan dess chefer är formellt ansvariga direkt inför presidenten utan att nödvändigtvis ingå i kabinettet. Några kända exempel på federala myndigheter som ingår i den gruppen är rymdstyrelsen NASA och underrättelsetjänsten CIA.
I en snävare bemärkelser så kan det även avse självständiga myndigheter som, även om de formellt ingår i den verkställande grenen, har en regelskapande eller reglerande funktion och i den lag som upprättat myndigheten ger den självständighet eller minskad möjlighet för presidenten att direkt styra verksamheten eller indirekt byta ut dess ledning (antingen genom fasta ämbetstider eller att giltiga skäl måste anges som kan prövas i federal domstol).

## Fristående eller självständiga
Fristående federala myndigheter finns i den verkställande grenen utanför regeringsdepartementen och presidentkansliet.
Paperwork Reduction Act från 1980 räknar upp 19 stycken självständiga reglerande myndigheter (engelska: independent regulatory agencies) bland dessa ingår värdepappersinspektionen SEC, centralbanken Federal Reserve System samt insättningsgaranten FDIC. Ministrar, anställda i presidentkansliet och chefer för fristående myndigheter kan avskedas av presidenten när som helst, med eller utan orsak. Chefer eller styrelseledamöter för självständiga reglerande myndigheter kan däremot i regel endast avskedas med giltigt skäl eller inte alls (fastställd ämbetstid).

## Lista (urval)
| Sigill eller logotyp | Namn                                                       | Förkortning | Inrättad | Funktion eller syfte | Notering      |
| -------------------- | ---------------------------------------------------------- | ----------- | -------- | --- | ------------- |
|                      | Amtrak (firma för National Railroad Passenger Corporation) | AMTK        | 1971     | Fjärrtågstrafik | [ 4 ]         |
|                      | Central Intelligence Agency                                | CIA         | 1947     | Underrättelseverksamhet riktad mot utlandet. Ingår som en betydande del av USA:s underrättelsegemenskap, funktionen som ledare för densamma utövas numera av Office of the Director of National Intelligence. CIA är efterföljare till Office of Strategic Services som var verksamt under andra världskriget. | [ 5 ]         |
|                      | Commodity Futures Trading Commission                       | CFTC        | 1975     | Reglering av derivatinstrument | [ 6 ]         |
|                      | Consumer Financial Protection Bureau                       | CFPB        | 2011     | Konsumenträtt inom finanssektorn | [ 7 ]         |
|                      | Election Assistance Commission                             | EAC         | 2002     | Information om valadministration och utveckling av poströstning |               |
|                      | Environmental Protection Agency                            | EPA         | 1970     | Reglering och tillsyn kring miljöskydd | [ 8 ]         |
|                      | Federal Communications Commission                          | FCC         | 1934     | Reglering och ansvarar för etermedier | [ 9 ]         |
|                      | Federal Election Commission                                | FEC         | 1975     | Reglering av kampanjfinansiering för federala val i USA | [ 10 ]        |
|                      | Federal Energy Regulatory Commission                       | FERC        | 1977     | Reglering av el- och energiförsäljning över delstatsgränser och till utlandet. Formellt en del av USA:s energidepartement, men genom lag självständig gentemot presidenten och kongressen inom sitt ansvarsområde                                                                                              | [ 11 ]        |
|                      | Federal Maritime Commission                                | FMC         | 1961     | Reglering av rederi- och hamnverksamhet samt annan utrikeshandel till sjöss | [ 12 ]        |
|                      | Federal Reserve System                                     | Fed         | 1913     | USA:s centralbank som styr landets penningpolitik | [ 13 ]        |
|                      | Federal Retirement Thrift Investment Board                 | FRTIB       | 1986     | Administration av pensionssparande för federalt anställda | [ 14 ]        |
|                      | Federal Trade Commission                                   | FTC         | 1914     | Upprätthållande av konkurrenslagar | [ 15 ]        |
|                      | General Services Administration                            | GSA         | 1949     | Förvaltar federala byggnader, ansvar for offentliga anskaffningar och upphandlingar, egendomsförvaltning, tillhandahållande av tjänstefordon, IT-tjänster och annat administrativt stöd | [ 16 ]        |
|                      | National Aeronautics and Space Administration              | NASA        | 1958     | Civila rymdstyrelsen samt rymdforskning | [ 17 ]        |
|                      | National Archives and Records Administration               | NARA        | 1985     | Federalt nationalarkiv. Administrerar de flesta presidentbiblioteken | [ 18 ]        |
|                      | National Credit Union Administration                       | NCUA        | 1970     | Tillsyn och reglering av medlemsbanker | [ 19 ]        |
|                      | National Labor Relations Board                             | NLRB        | 1935     | Upprätthållande av arbetsmarknadslagar i förhållande till kollektivavtal och "unfair labor practices" i privat sektor | [ 20 ]        |
|                      | National Science Foundation                                | NSF         | 1950     | Federalt stöd till grundforskning inom icke-medicinsk vetenskap | [ 21 ]        |
|                      | National Transportation Safety Board                       | NTSB        | 1967     | Federal haverikommission | [ 22 ]        |
|                      | Nuclear Regulatory Commission                              | NRC         | 1975     | Översyn och reglering av kärnkraftssäkerhet och kärnbränsle. Har sina rötter i Atomic Energy Commission | [ 23 ]        |
|                      | Office of the Director of National Intelligence            | ODNI        | 2005     | Översyn och samordning av USA:s underrättelsegemenskap | [ 24 ] [ 25 ] |
|                      | Postal Regulatory Commission                               | PRC         | 1970     | Tillsyn av postverket | [ 26 ]        |
|                      | Selective Service System                                   | SSS         | 1917     | Myndighet som registrerar möjlig militär personal ifall värnplikt skulle återinföras | [ 27 ]        |
|                      | Small Business Administration                              | SBA         | 1953     | Stöd till entreprenörer och småföretagare | [ 28 ]        |
|                      | Social Security Administration                             | SSA         | 1935     | Administration av Social Security | [ 29 ]        |
|                      | Surface Transportation Board                               | STB         | 1996     | Tillsynsmyndighet för järnväg- och vägtransport. Efterföljare till Interstate Commerce Commission | [ 30 ]        |
|                      | Tennessee Valley Authority                                 | TVA         | 1933     | Skapades under depressionen för att stimulera ekonomisk utveckling i dalen kring Tennesseefloden | [ 31 ]        |
|                      | U.S. Consumer Product Safety Commission                    | CPSC        | 1972     | Tillsyn kring produktsäkerhet för konsumentvaror | [ 32 ]        |
|                      | United States International Trade Commission               | ITC         | 1916     | Oberoende analys i handelsfrågor och upprätthållande av en lista på tullavgifter | [ 33 ]        |
|                      | United States Office of Special Counsel                    | OSC         | 1979     | Utredningar och skydd för visselblåsare | [ 34 ]        |
|                      | U.S. Securities and Exchange Commission                    | SEC         | 1934     | Tillsyn över handel med värdepapper | [ 35 ]        |
|                      | United States Postal Service                               | USPS        | 1971     | Postverket | [ 36 ]        |

## Verksamheter utanför den verkställande grenen
Även om organisationern nedan inte är en del av den verkställande grenen så de påbjudna enligt federal lag att rapportera om sina förehavanden i Federal Register:
- Fannie Mae
- Freddie Mac
- National Gallery of Art
- Smithsonian Institution